# La Soufrière (película)
La Soufrière, también conocida como La Soufrière: esperando un desastre inevitable, es un cortometraje documental del año 1977 realizado por el director alemán Werner Herzog, quien visita junto a su equipo la isla Guadalupe en la que se prevé la inminente erupción de un volcán.

## Trama
En 1976, ante el inminente peligro de una erupción volcánica, la isla de Guadalupe fue evacuada. Cuando se informó que un agricultor se negó a abandonar la isla a pesar del peligro, Herzog y su equipo se fueron para comprender mejor esta posición y documentarla en una película. La erupción catastrófica anunciada, finalmente, no tuvo lugar.
Herzog es un director que tanto en las ficciones como en los documentales suele asumir riesgos. Muchas de sus películas se caracterizan por sus locaciones extremas y peligrosas, como Fitzcarraldo o Aguirre la ira de Dios.
La propia narración del director recuerda que en el verano de 1976 había signos de actividad sísmica en todo el mundo. Las zonas más afectadas fueron: Filipinas, China, América Latina, pero también Friuli en Italia. Durante la primavera de ese mismo año, en la isla de Guadalupe, en las Antillas Francesas, el volcán La Grande Soufrière había registrado una creciente actividad volcánica. En agosto, los expertos que habían visitado el sitio anunciaron la inminente erupción potencialmente catastrófica.
La población de toda la parte sur del volcán, unos 75.000 habitantes, fue evacuada rápidamente. Sin embargo, los periódicos informaron de que todavía había un hombre en la isla, un agricultor muy pobre que se había negado a huir. El director y dos operadores decidieron entonces ir rápidamente a Guadalupe, fascinados por la situación que había surgido.
En Basse-Terre, la principal ciudad de la isla, con vistas al mar, el paisaje está poblado solo por animales que descienden de la montaña en busca de alimento. En los comercios y en los hogares hay señales de fuga rápida: televisores encendidos, frigoríficos conectados a la corriente, incluso los semáforos de las calles funcionan con regularidad. En el puerto desde donde se puede ver la cima del volcán rodeado de humos sulfurosos, no hay a ningún barco.
Las tomas aéreas sobrevuelan las colinas de la isla y de la ciudad como un retrato de un mundo a punto de desaparecer. Los expertos no habían pronosticado una simple corriente de lava, sino una explosión de toda la montaña.
Una cámara que se deja fija en un área segura tiene la tarea de capturar imágenes individuales de la actividad del cráter a lo largo del día.
Las imágenes suben sobre la vegetación de la montaña, pasando por las señales que prohíben el paso en más de un idioma. Al sortear los obstáculos y los flujos de vapores tóxicos emitidos por la actividad volcánica, el equipo conquista una posición por encima del cráter activo.
El precedente histórico de una situación similar lo proporciona la filmación de las últimas fotos de la ciudad de Saint-Pierre, en la vecina isla de Martinica. En 1902, el volcán de la isla, La Pelée, había iniciado una actividad similar a la que ahora corresponde a la Soufrière. La mayoría de los habitantes de la ciudad fueron persuadidos a quedarse debido a las elecciones generales que tuvieron que celebrarse en ese momento.El 5 de mayo de 1902 se produjo una catástrofe natural de fuerza sin precedentes, la actividad humana de la isla casi fue eliminada por la explosión y más de 30.000 personas perdieron la vida. Los rescatadores no encontraron supervivientes, excepto el joven ladrón Cyparis, que estaba en prisión en una celda de aislamiento subterránea.
Cuando Herzog se encuentra con el granjero que se había negado a salir, lo encuentran dormitando entre sus animales y con otros dos hombres con las mismas intenciones. El diálogo (en francés) se compone de algunas preguntas sencillas sobre por qué sigue allí, sobre el peligro que corre, a las que el hombre responde que no tiene miedo de lo que Dios le ha reservado, y que al no poseer nada no sabría realmente adónde ir.
El volcán no explota y la gente regresa lentamente a sus hogares.
"Para nosotros, el rodaje de esta película tuvo un aspecto patético, por lo que todo acabó sin nada y en el más completo ridículo. Ahora se convertirá en el documental de una catástrofe inevitable que no ocurrió".
(Werner Herzog)

## Producción
Cuando Herzog se entera de la noticia de que un hombre se ha negado a abandonar su casa en las laderas de la Soufrière, está trabajando en el montaje de Glass Heart. Rápidamente decide dejar Alemania junto con el operador Jörg Schmidt-Reitwein para ir a Guadalupe. En Pointe-à-Pitre, el otro operador de Nueva York, Ed Lachman, se une a ellos.
El rodaje se realizó en 10 días, en agosto de 1976, en Guadalupe.

## Banda sonora
Herzog elige para musicalizar esta película obras de diversos autores clásicos como: 
- Rajmáninov
- Mendelssohn
- Brahms
- Wagner[5]

## Repercusión
La primera proyección de la película tuvo lugar en marzo de 1977 en Bonn, el 1 de octubre fue el turno del Festival de Cine de Nueva York y en junio del año siguiente en Polonia recibió una Mención Especial en el Festival Internacional de Cine de Cracovia.

## Otras producciones relacionadas
Herzog realiza en el año 2016 dos películas relacionadas con vulcanismo: el documental Into the Inferno y la ficción protagonizada por Gael García Bernal, Salt and Fire.